# Stazione meteorologica di Cosenza
La stazione meteorologica di Cosenza è la stazione meteorologica di riferimento relativa alla città di Cosenza.

## Coordinate geografiche
La stazione meteorologica si trova nell'Italia meridionale, nella Valle del Crati, in Calabria, nel comune di Cosenza, a 220 metri s.l.m. e alle coordinate geografiche 39°18′N 16°15′E.

## Dati climatologici
In base alla media trentennale di riferimento climatico 1971-2000, la temperatura media del mese più freddo, gennaio, si attesta a +7,4 °C; quella del mese più caldo, agosto, è di +25,4 °C; mediamente si verificano 22 giorni di gelo all'anno.
Le precipitazioni medie annue si aggirano sugli 881,2 mm, con minimo in estate e picco in autunno-inverno 
| Cosenza             | Mesi  | Mesi  | Mesi | Mesi | Mesi | Mesi | Mesi | Mesi | Mesi | Mesi  | Mesi  | Mesi  | Stagioni | Stagioni | Stagioni | Stagioni | Anno  |
| Cosenza             | Gen   | Feb   | Mar  | Apr  | Mag  | Giu  | Lug  | Ago  | Set  | Ott   | Nov   | Dic   | Inv      | Pri      | Est      | Aut      | Anno  |
| ------------------- | ----- | ----- | ---- | ---- | ---- | ---- | ---- | ---- | ---- | ----- | ----- | ----- | -------- | -------- | -------- | -------- | ----- |
| T. max. media (°C)  | 11,7  | 12,5  | 15,5 | 18,9 | 24,4 | 29,2 | 32,8 | 33,1 | 28,3 | 22,9  | 16,7  | 12,9  | 12,4     | 19,6     | 31,7     | 22,6     | 21,6  |
| T. min. media (°C)  | 3,3   | 3,2   | 4,9  | 7,3  | 11,7 | 15,3 | 17,9 | 18,0 | 14,8 | 11,1  | 7,1   | 4,4   | 3,6      | 8,0      | 17,1     | 11,0     | 9,9   |
| Precipitazioni (mm) | 120,0 | 104,3 | 92,8 | 73,2 | 45,6 | 19,8 | 13,3 | 20,9 | 47,0 | 100,8 | 131,5 | 111,8 | 336,1    | 211,6    | 54,0     | 279,3    | 881,0 |

## Temperature estreme mensili dal 1930 ad oggi
Nella tabella sottostante sono riportati i valori delle temperature estreme mensili registrate presso la stazione meteorologica dal 1930 ad oggi. La massima assoluta del periodo esaminato di +45,0 °C risale al 18 luglio 1973, mentre la minima assoluta di -10,0 °C è del 24 gennaio 1942.

| Cosenza (1930-2023)   | Mesi               | Mesi              | Mesi              | Mesi              | Mesi              | Mesi              | Mesi              | Mesi              | Mesi              | Mesi              | Mesi              | Mesi              | Stagioni | Stagioni | Stagioni | Stagioni | Anno  |
| Cosenza (1930-2023)   | Gen                | Feb               | Mar               | Apr               | Mag               | Giu               | Lug               | Ago               | Set               | Ott               | Nov               | Dic               | Inv      | Pri      | Est      | Aut      | Anno  |
| --------------------- | ------------------ | ----------------- | ----------------- | ----------------- | ----------------- | ----------------- | ----------------- | ----------------- | ----------------- | ----------------- | ----------------- | ----------------- | -------- | -------- | -------- | -------- | ----- |
| T. max. assoluta (°C) | 25,0 (01/01/1982)  | 26,1 (10/02/1979) | 33,9 (20/03/1974) | 36,8 (26/04/1930) | 39,2 (24/05/1973) | 44,2 (26/06/1982) | 45,0 (18/07/1973) | 43,7 (14/08/1957) | 42,8 (08/09/1946) | 37,2 (03/10/1949) | 30,8 (06/11/1942) | 27,7 (17/12/1989) | 27,7     | 39,2     | 45,0     | 42,8     | 45,0  |
| T. min. assoluta (°C) | −10,0 (24/01/1942) | −6,8 (9/02/1956)  | −7,0 (02/03/1971) | −2,8 (08/04/2003) | 0,8 (03/05/1970)  | 5,0 (01/06/1990)  | 10,5 (10/07/1954) | 11,1 (13/08/2016) | 6,5 (23/09/2022)  | 2,0 (26/10/1970)  | −2,6 (21/11/2005) | −7,0 (18/12/2001) | −10,0    | −7,0     | 5,0      | −2,6     | −10,0 |